# Wilton Pereira Sampaio
Wilton Pereira Sampaio (Teresina de Goiás, 28 de dezembro de 1981) é um árbitro do futebol brasileiro. Wilton atualmente representa a Federação Goiana de Futebol, e faz parte do quadro da FIFA desde o início de 2013. É irmão do também arbitro Sávio Pereira Sampaio.

## Carreira
Nascido em Teresina de Goiás, formou-se ainda jovem na Escola de Arbitragem da Federação de Futebol do Distrito Federal (EFAB) em 2000. Ele começou a atuar como árbitro aos quinze anos em categorias de base na capital federal, onde se profissionalizou e permaneceu até 2012. Naquele ano, voltou a Goiás e se associou à Federação Goiana de Futebol (FGF) para agilizar o desejo de se enquadrar no grupo de árbitros da Federação Internacional de Futebol (FIFA), o qual conquistou no ano seguinte, em 2013.
Wilton foi eleito o melhor árbitro do Campeonato Brasileiro de 2012 no Prêmio Craque do Brasileirão.
Ele já apitou partidas das quatro divisões do futebol brasileiro, além de diversos campeonatos estaduais, em especial o Campeonato Goiano. Dentre as partidas mais importantes, Wilton Sampaio esteve a frente da final da Copa do Brasil de 2012, 2019 e 2022. Ele ainda atuou em competições continentais: Copa América, Eliminatórias da Copa do Mundo, Copa Libertadores e Copa Sul-Americana. Além disso, também comandou partidas da Copa das Nações Árabes e da Copa do Mundo de Clubes da FIFA.
Na Copa do Mundo FIFA de 2018, Wilton foi chamado para ser um dos assistentes de árbitro de vídeo (VAR), ao lado do trio brasileiro liderado por Sandro Meira Ricci. Na edição seguinte, em 2022, foi novamente escolhido, junto a Raphael Claus, agora como árbitro de campo acompanhado pelos assistentes Bruno Boschilia e Bruno Pires. Pela competição, apitou quatro partidas: duas na fase de grupos (os confrontos entre Senegal e Países Baixos e Polônia e Arábia Saudita), uma nas oitavas de final (Países Baixos e Estados Unidos) e uma nas quartas de final (Inglaterra e França).